# 小金村
小金村（こがねむら）は、石川県河北郡にあった村。現在の金沢市の中部、北陸本線東金沢駅周辺から南東一帯にあたる。

## 地理
- 河川 ： 金腐川

## 歴史

### 村名の由来
小坂荘と、江戸時代の郷名「金浦郷」、または金腐川との合成。

### 沿革
- 1889年（明治22年）4月1日 - 町村制の施行により、小二又村、伝燈寺村、夕日寺村、神宮寺村、談議所村、牧村、長屋村、御所村、小坂村、三池村、山上村及び卯辰村の区域をもって、小金村が発足する。
- 1907年（明治40年）8月10日 - 小金村、坂井村、中口村及び金川村が合併して、小坂村が発足する。

## 交通

### 鉄道路線
村域を国有鉄道の北陸線（現・北陸本線）が通過したが、駅は所在しなかった。現在は東金沢駅が所在。